# Janne Andersson
Jan Olof "Janne" Andersson (29 de setembre de 1962) és un entrenador de futbol i exfutbolista suec. És l'entrenador de la selecció nacional de Suècia.

## Carrera com a entrenador
Havia entrenat prèviament l'Alets IK, Laholms FK i Halmstads BK. Va prendre el control de l'Örgryte IS el desembre de 2009 però ja havien baixat a la segona divisió sueca. El 2011 va esdevenir mànager del IFK Norrköping, que va tornar a la primera divisió. El 2015, va esdevenir heroi local quan l'IFK va guanyar la lliga contra pronòstic després de derrotar l'excampió Malmö FF fora de casa en l'últim partit.
Com a seleccionador suec, va dirigir l'equip a la Copa del Món de Futbol de 2018 després d'acabar segons del grup A i guanyar Itàlia 1-0 en l'eliminatòria. Suècia va guanyar 1-0 i 0-3 contra Corea del Sud i Mèxic, respectivament; però va perdre contra Alemanya 2-1. Va quedar primera del grup F i va accedir a la fase eliminatòria. Ha de jugar vuitens de final contra Suïssa.

## Vida personal
Un dels seus models a seguir és l'exentrenador d'handbol suec Bengt Johansson, que és del mateix barri (Söndrum) a Halmstad i va ser el seu professor d'esports a l'escola primària.

## Estadístiques
Actualitzat el 27 de juny de 2018
| Equip  | Inici              | Final      | Historial | Historial | Historial | Historial | Historial    | Historial      | Historial          | Historial                |
| Equip  | Inici              | Final      | Partits   | Victòries | Empats    | Derrotes  | Gols a favor | Gols en contra | Diferència de gols | Percentatge de victòries |
| ------ | ------------------ | ---------- | --------- | --------- | --------- | --------- | ------------ | -------------- | ------------------ | ------------------------ |
| Suècia | 23 de juny de 2016 | Actualitat | 23        | 11        | 5         | 7         | 39           | 19             | +20                | 47,83%                   |

## Palmarès
IFK Norrköping
- Campionat suec de futbol: 2015